# Sinner (groupe)
Pour les articles homonymes, voir Sinner.
Sinner est un groupe allemand de heavy metal, originaire de Stuttgart, Bade-Wurtemberg. Le leader est Matt Sinner, également bassiste du groupe de heavy metal Primal Fear. 

## Historique

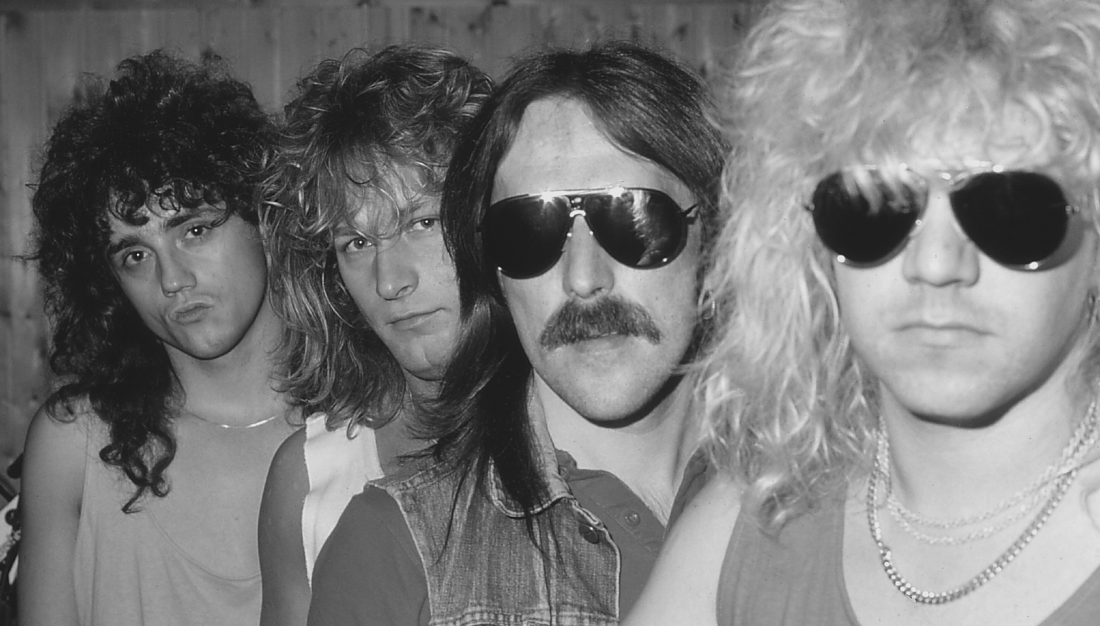
Sinner Dangerous Charm (1987).

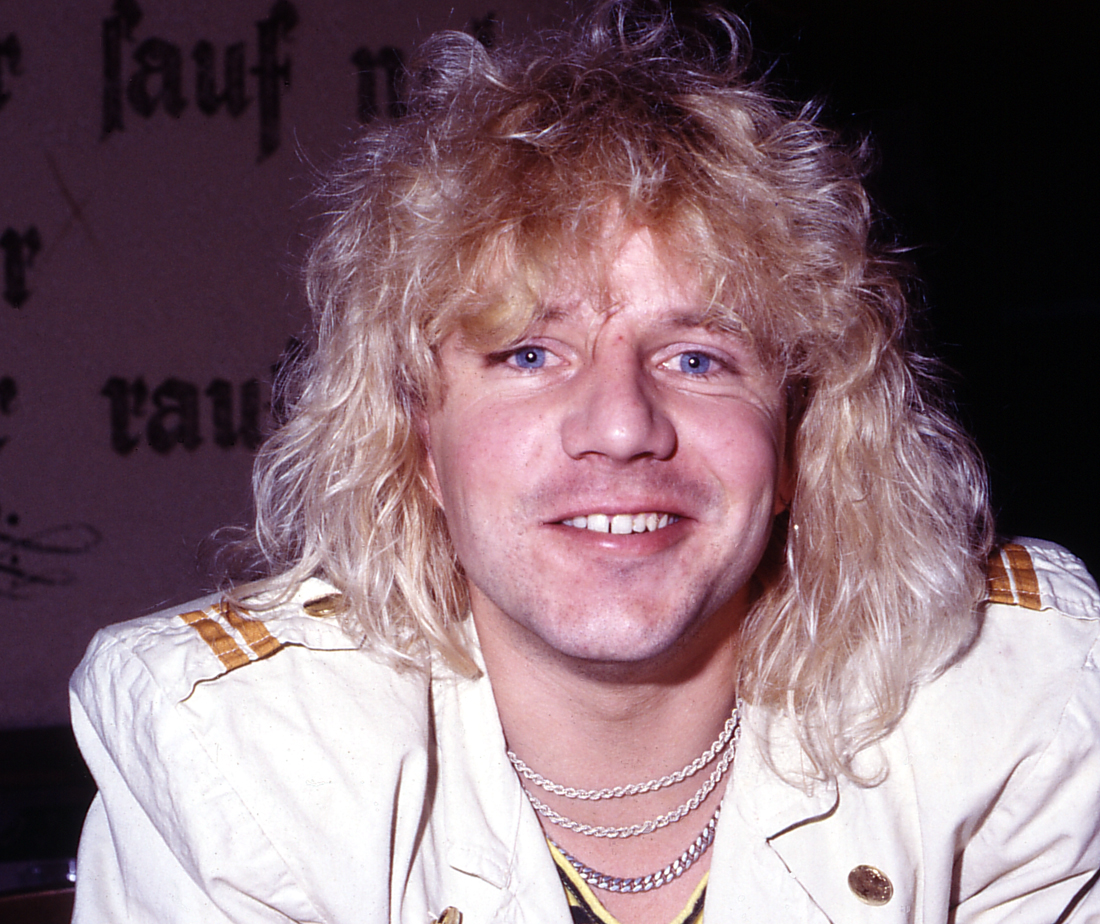
Mat Sinner (1987).

Formé à Stuttgart, Bade-Wurtemberg en 1982, Sinner publie son premier album, Wild'n'Evil, la même année. L'album, comme pour les deux autres qui suivront (Fast Decision et Danger Zone) a peu en commun avec le metal mélodique pour lequel le groupe sera par la suite reconnu. Après plusieurs changements de formation (notamment, le batteur Edgar Patrik ayant rejoint Bonfire), le groupe assiste à l'arrivée de Herman Frank du groupe Accept à la guitare, et sort l'album Touch of Sin en 1985. Frank quitte avant l'enregistrement de l'album Comin' Out Fightin, publié en 1986, auquel le guitariste Mathias Dieth participe. 1987 sort l'album Dangerous Charm, avant la séparation du groupe pendant cinq ans.
En 1990, Mat Sinner publie un album solo intitulé Back to the Bullet chez BMG avec un nouveau groupe. Trois membres du groupe de Mat Sinner reforment Sinner et publient l'album No More Alibis en 1992. Le style et l'écriture du groupe se solidifie avec la sortie de l'album Respect en 1994, et de Bottom Line en 1995, ce dernier ayant atteint les classements japonais pendant cinq mois. Depuis la reformation, la réputation du groupe ne cesse de s'amplifier ; ils tournent avec d'autres groupes comme Mr. Big et Savatage, organisent leur propre tournée allemande, et sortent un album live. Sinner atteint son pic de popularité avec les albums Judgement Day en 1997, et The Nature of Evil en 1998 avant de tourner en Europe en soutien à Deep Purple. The Nature of Evil est l'album le mieux vendu en date, atteignant la 63e place des classements musicaux. En 1998, Mat Sinner et Tom Naumann, au sein de Sinner depuis sa reformation en 1992, forment Primal Fear avec l'ancien chanteur de Gamma Ray, Ralf Scheepers. Mat Sinner guide les deux projets, Sinner et Primal Fear, vers le succès.
En 2000, le groupe assiste à son premier changement de formation en cinq ans après le départ du guitariste Tom Naumann et l'arrivée de Uli Kusch (ex-Helloween et Gamma Ray) sur l'album The End of Sanctuary. Cependant, en 2003, la formation 1995–1999 revient et publie There Will Be Execution avant de rester à nouveau silencieux pendant quelques années. En septembre 2006, ils postent une vidéo de leur chanson Die on Command issue de l'album There Will Be Execution. En mai 2007, le groupe est annoncé en soutien à Thin Lizzy qui prend place le 4 juin à Karlsruhe au Festhalle Durlach. En 2013, le groupe entre en studio pour travailler un album de leurs meilleures chansons, intitulée Touch of Sin 2. L'album est prévu pour le 30 août en Europe, et le 10 septembre en Amérique du Nord au label AFM Records. Le leader, Matt Sinner, est également bassiste du groupe de heavy metal Primal Fear[réf. nécessaire]. Matt Sinner a selon certaines sources décidé de faire une carrière juridique[réf. nécessaire].

## Discographie

### Albums studio
- 1982 : Wild 'n' Evil
- 1983 : Fast Decision
- 1984 : Danger Zone
- 1985 : Touch of Sin
- 1986 : Comin' Out Fighting
- 1987 : Dangerous Charm
- 1992 : No More Alibis
- 1993 : Respect
- 1995 : Bottom Line
- 1997 : Judgement Day
- 1998 : The Nature of Evil
- 2000 : The End of Sanctuary
- 2003 : There Will Be Execution
- 2007 : Mask of Sanity
- 2008 : Crash & Burn
- 2011 : One Bullet Left
- 2013 : Touch of Sin 2

### Albums live
- 1996 : In the Line of Fire (Live in Europe)

### Compilations
- 1995 : The Best of Sinner - Noise Years
- 1995 : Germany Rocks - The Best of Sinner
- 1998 : Treasure - The Works 93-98
- 1999 : The Second Decade - Best of (+ trois nouvelles chansons)
- 1999 : Emerald - Very Best of Sinner
- 2009 : Jump the Gun - Collection
- 2016 : No Place In Heaven The Very Best of the Noise Years

### Tribute albums
- 2000 : A Tribute to Accept (reprise Balls to the Wall)
- 2001 : The Spirit of the Black Rose - A Tribute to Phil Lynott (The Sun Goes Down)
- 2002 : Emerald - A Tribute to the Wild One (The Sun Goes Down)
- 2002 : A Tribute to the Four Horsemen (Wherever I May Roam)

### Album solo
- 1990 : Back to the Bullet (Mat Sinner)